# Wilhelm Zahn
Wilhelm Johann Karl Zahn, född den 21 augusti 1800 i Rodenburg i Hessen, död den 22 augusti 1871 i Berlin, var en tysk tecknare och konstlärd.
Zahn, som var son till en målare, genomgick konstakademien i Kassel, studerade måleri i Paris 1823 och vistades 1824-27 i Rom och Neapel, där han studerade den antika arkitekturen, huvudsakligast med avseende på dess smyckande med målning och plastik. Likaså avtecknade han de antika väggmålningarna i Pompeji och Herculaneum. Han blev professor i Berlin 1829, men reste 1830 åter till Italien och vistades där i tio år, sysselsatt med att teckna, göra utgrävningar och anskaffa antikviteter (terrakottabilder, bronser, mynt med mera). Han tog därjämte gipsavgjutningar av antika föremål i Neapels museum. Han besökte också Grekland, varefter han återvände hem och uppställde sina skatter i Berlin. 
Zahn utgav Neuentdeckte Wandgemälde in Pompeji (1828), Die schönsten Ornamente und merkwürdigsten Gemälde aus Pompeji, Herculaneum und Stabiä (1828-63), Ornamente aller klassischen Kunstepochen (1832-48; flera upplagor) och Verzierungen aus dem Gesamtgebiete der bildenden Kunst (1842-44). Dessa arbeten, vilka inte bara återgav teckningen, utan även färgen (Zahn uppfann 1818 en förbättring av den litografiska färgtrycksmetoden) på de framställda bilderna, har inte så litet bidragit till kännedomen om antiken samt till utvecklingen av den moderna ornamentiken och konstindustrin i Tyskland. Zahn studerade även medeltidens ornamentik och arbetade för kännedomen om renässansen. Han reste 1850-51 i Frankrike och Nederländerna, särskilt för att studera miniatyrmålningar i medeltida handskrifter.